# Qing (Cangzhou)
Der Kreis Qing (chinesisch 青县, Pinyin Qīng Xiàn) ist ein Kreis der chinesischen Provinz Hebei. Es gehört zum Verwaltungsgebiet der bezirksfreien Stadt Cangzhou. Der Kreis Qing hat eine Fläche von 988,4 km² und zählt 402.137 Einwohner (Stand: Zensus 2010). Sein Hauptort ist die Großgemeinde Qingzhou (清州镇).